# Pueblo (álbum)
Pueblo es el primer disco de la banda colombiana Sismo. Realizada en el 2005 bajo el sello Discos Nancy, tiene un sonido bastante experimental mezclando elementos electrónicos y acústicos con cantos indígenas colombianos. Con un estilo ambiental, bastante atmosférico “Pueblo” recrea distintos estados de calma. Con este álbum, Sismo fue nominado a Mejor Banda Electrónica en los premios Shock 2005.

## Lista de canciones
1. "Palma Roja" (Manuel Díaz, Álvaro Buendía, Andrés Velásquez)– 5:49
2. "Sueño Andrógino" (Manuel Díaz)– 6:31
3. "Amaranta" (Álvaro Buendía)– 4:28
4. "Deseos Duerme" (Andrés Velásquez)– 2:42
5. "Parado" (Andrés Velásquez)– 4:38
6. "Evo" (Manuel Díaz)– 4:32
7. "Fuego" (Manuel Díaz, Álvaro Buendía)– 4:23
8. "Despertar" (Álvaro Buendía)– 5:07
9. "Sao" (Andrés Velásquez)– 4:26
10. "Quédate quieta" (Andrés Velásquez)– 7:44
11. "Mientras Duerme" (Manuel Díaz)– 5:50
12. "Gaviotas" (Andrés Velásquez)– 3:29

## Créditos
Mezclado por Orlando Pérez Rosso.
Masterizado por Mauricio Barón en los estudios de Audiovisión Bogotá, Colombia.
Arte y Diseño Gráfico por Otto Nassar y Juan Camilo Cruz.